# International Polar Motion Service
Der International Polar Motion Service (IPMS) ist der Nachfolger des Internationalen Breitendienstes. Er diente ab den 1970er Jahren zur genauen Überwachung der Erdrotation und ihrer Polbewegung und wurde in den 1980er Jahren mit den Zeitdiensten zum Internationalen Dienst für Erdrotation und Referenzsysteme (IERS) vereinigt.

## Geschichte
Der Effekt der Polbewegung oder „Polschwankung“ – einer kleinen, periodischen Verlagerung von Nord- und Südpol innerhalb des Erdkörpers von etwa zehn Metern – wurde schon Mitte des 19. Jahrhunderts vermutet und 1885 vom deutschen Astronomen Friedrich Küstner (1856–1936) durch genaue Messungen der Polhöhe (geografischen Breite) in Bonn nachgewiesen.
Der 1899 von Carl Theodor Albrecht, Wilhelm Foerster und Friedrich Robert Helmert in Berlin gegründete Internationale Breitendienst sollte diesen Effekt durch koordinierte Messkampagnen auf mehreren Observatorien genauer erfassen und analysieren, da sich aus längeren Messreihen bereits damals die kleinen Breitenänderungen auf etwa ±0,05″ genau erfassen ließen, wenn sie auf einander gegenüberliegenden Kontinenten erfolgten.
Der Breitendienst stützte sich die ersten Jahrzehnte auf präzise Messungen der Polhöhe auf fünf global verteilten Fundamentalstationen in Europa, Asien, den USA und Japan, die alle auf demselben Breitenkreis von 39°08′ lagen. Dadurch war es möglich, dass alle fünf Observatorien dieselben Sterne beobachten und kleine systematische Fehlerquellen der Sternörter und der Jahreszeit eliminieren konnten. Die Messungen erfolgten zunächst ausschließlich mit Sterndurchgängen nach der Horrebow-Talcott-Methode und verwendeten Passageninstrumente sowie stationär aufgestellte Zenitteleskope.
Später wurde diese visuelle Beobachtungstechnik durch halbautomatische Astrolab-Messungen und ab den 1970er Jahren durch Methoden der Satellitengeodäsie ergänzt. Der Sitz der Organisation wechselte auch nach Washington und Japan.
Als in den 1980er Jahren die Genauigkeit in den Bereich weniger Zentimeter gesteigert und durch astronomische Radiointerferometrie (VLBI) ergänzt werden konnte, entschloss man sich zur Zusammenfassung aller permanenter Messkampagnen im Internationalen Erdrotationsdienst (IERS). Er ist seither auch für das Referenzsystem der Zeit und teilweise der Himmelskoordinaten zuständig und hat derzeit sein Zentralbüro in Frankfurt/Main.